# Wellington Strait
Wellington Strait är ett sund i Kanada. Det ligger i territoriet Nunavut, i den nordöstra delen av landet, 2 900 km nordväst om huvudstaden Ottawa.